# Limbert Méndez
Limbert Méndez Rocha (Trinidad, Bolivia; 18 de agosto de 1982) es un exfutbolista boliviano. Se desempeñaba como defensa.

## Trayectoria
Jugó dos partidos por las Clasificatorias Sudamericanas para Sudáfrica 2010, contra Venezuela y Argentina.
En 2010 firma por el Bolívar para además jugar la Copa Libertadores 2010. Él mismo confesó que era un sueño llegar a este club del cual es hincha.

## Clubes
| Club                    | País    | Año         | PJ | Goles |
| ----------------------- | ------- | ----------- | -- | ----- |
| Jorge Wilstermann       | Bolivia | 2000 - 2008 |    |       |
| Aurora                  | Bolivia | 2009        | 25 | 1     |
| Bolívar                 | Bolivia | 2010        | 57 | 3     |
| Aurora                  | Bolivia | 2011 - 2012 | 42 | 4     |
| Blooming                | Bolivia | 2012 - 2013 | 12 | 2     |
| Real Potosí             | Bolivia | 2013 - 2014 | 28 | 3     |
| San José                | Bolivia | 2014        | 3  | 0     |
| Atlético Bermejo        | Bolivia | 2015        |    |       |
| Universitario de Sucre  | Bolivia | 2015 - 2016 | 28 | 0     |
| Real Potosí             | Bolivia | 2016 - 2018 |    |       |
| Independiente Petrolero | Bolivia | 2019        |    |       |